# 无声电影

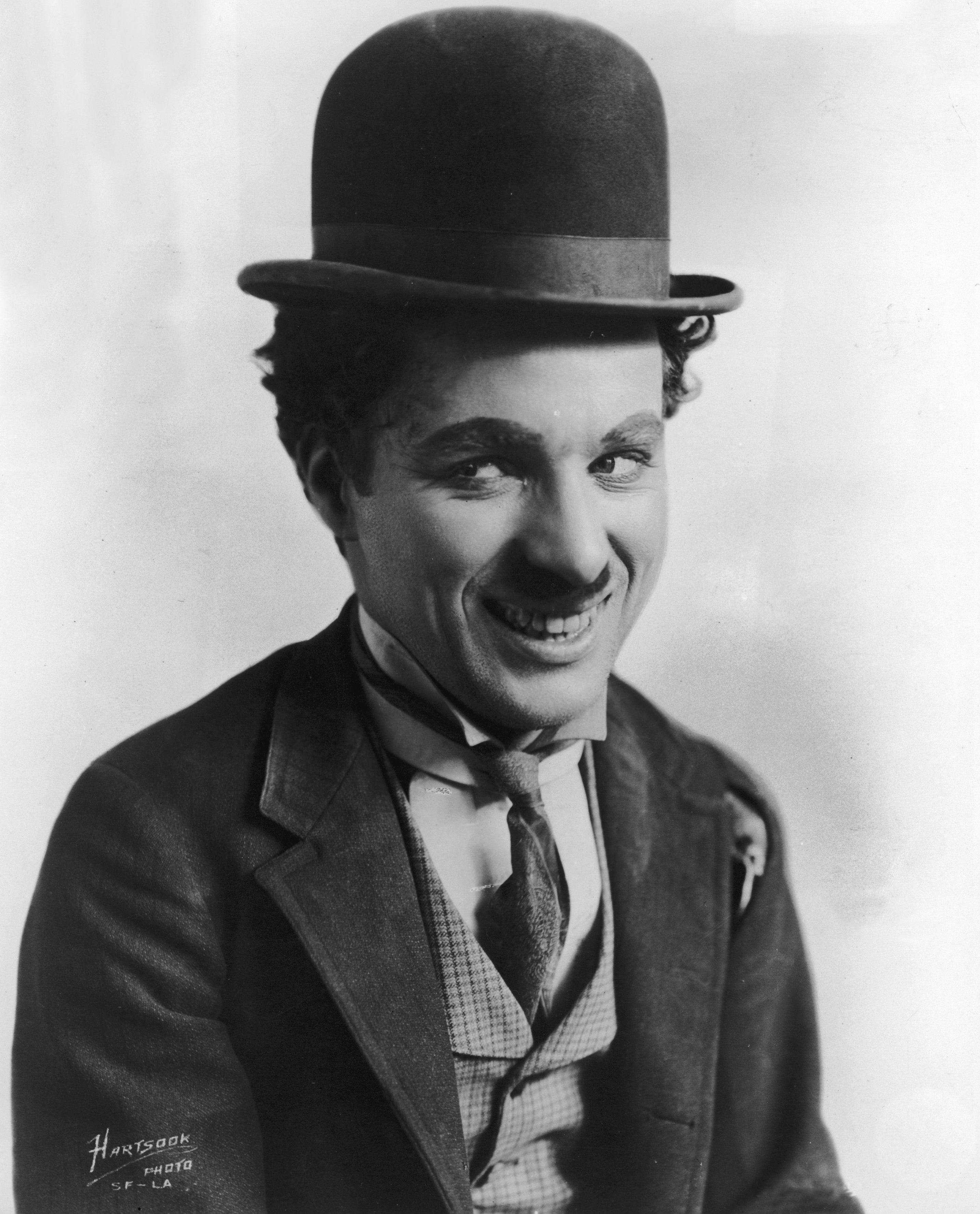
卓别林的经典流浪汉形象，他也是默片時代最著名的男演員之一

無聲電影（或稱默片，昔在香港俗稱啞片）是沒有任何配音、配樂或與畫面協調的聲音的電影。默片技術發明於1860年左近，但在1880至1900年期間，當單捲電影的製作已經變得容易時，默片仍然算是新奇的東西。
把電影影像與聲音配合的想法，幾乎是與電影本身俱生的；但由於技術上的困難，在1920年代末以前，大部份電影都是默片。可是默片的影像等同共通的語言；默片年代，亦被稱為「銀幕年代」。

## 間幕
因為默片沒有與影像同步的聲音或說話，所以會加入所謂的「間幕」，以文字表示向戲院觀眾展示主要對話，甚至對電影內容的評價，或後來發展的暗示。所以間幕的寫手就成為了默片時代的電影界中非常重要的一種專業，很多時候都與劇本寫手的職位分開。間幕（那時候通常稱為字幕）自身很多時候都成為了一種視覺上的元素，有著對電影本身或電影裡的行為的一種闡釋或簡介；甚至可以提高戲院內的氣氛。

## 演出技巧
默片非常依賴大量的身體動作和面部表情，好讓觀眾知道和了解角色的內心思想。現今大部份的觀眾，或許會認為默片中對身體語言的倚重是膚淺和裝模作樣。正因如此，現在默片中的喜劇通常比戲劇受歡迎，因為過態的演出在喜劇中比較自然。可是，有些默片是演得頗為含蓄的，這取決於導演的取向和演員的演技。默片中的過態演出通常都是演員在舞台表演中培養出來的習慣，很多知道新媒體的取向的導演都不鼓勵這種演法。

## 播放速度

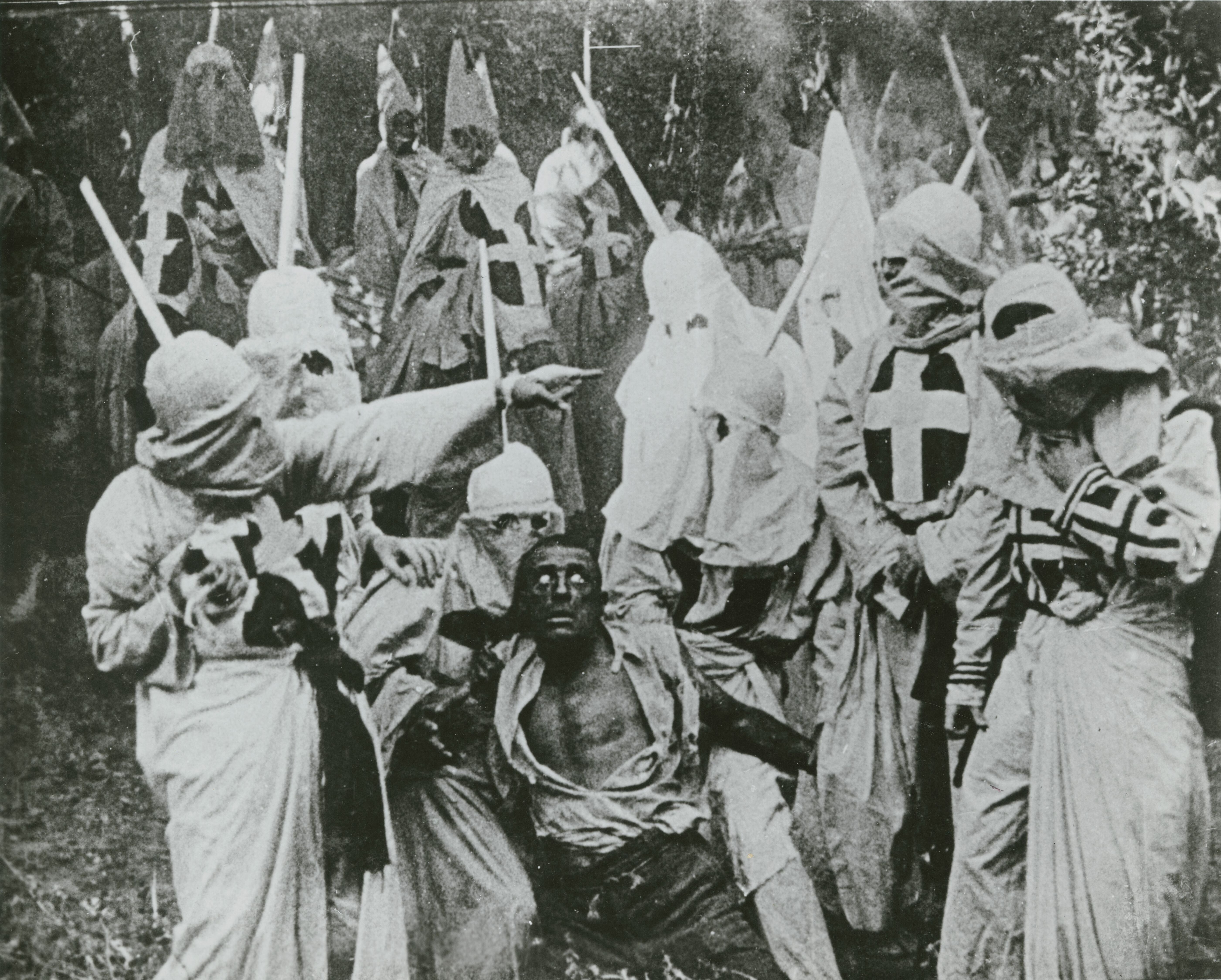
《一個國家的誕生》的場景

直至1925年，大部份默片的播放速度都比有聲電影緩慢，因應年份和影院的不同，每秒約為16至23格，而非現今統一規格的每秒24格。除非很小心地把他們的原本放映速度出來，他們的動作可能變得不正常地快或奇怪，致令很多現今的觀眾都覺得默片的可觀程度甚低。同時，有些畫面在拍攝的時候特意用上了減速攝影，好使動作加快，這種技術在較低俗的鬧劇中尤其普遍。很多時候，整套電影的每秒格數都不一樣，而且都是人手拍攝，在同一齣電影內很可能有多種速度。這種問題令許多學者和電影迷相當煩惱，尤其是今日許多「數碼重組」的DVD推出，默片的播放就更麻煩。2002年的《大都會》數碼重組版，就引來很多的爭議。
電影放映員很多時候都把默片放得比它們的拍攝速度稍快一點。很多電影都以一秒18格或更高的速度播放，有些更快得像有聲電影一般（每秒24格）。就算拍攝速度是一秒16格（常稱無聲速度），把35米厘的硝酸底片電影以這樣的慢速播放，就會有相當大的機會引起火警。播片員通常會接到片商的速度指示，例如某幾捲或鏡頭的播放速度，以配合音樂總監的配樂。有時電影院更會因應電影的受歡迎程度或每次放映的時段調整速度，好獲得最大的利潤。

## 遺失的影片
在有聲電影出現以前，曾經有過數以千計的默片，但歷史學家估計當中的八、九成已經永遠遺失。在二十世紀早期的電影通常使用非常容易起火的硝酸底片拍攝，這種底片需要小心的保存，好使它們能夠避免損壞。很多時候，當片子已上映過，很多人都會認為它們已經毫無商業價值，就會草草收存，甚至完全不存。數十年後這些底片已經被壓碎成為灰塵。有些會循環再用，但大部份都在戲院火警或騰出空間時銷毀了。所以，默片的保存一直是歷史學家的優先處理事項。

## 知名導演
- 乔治·梅里爱
- D·W·格里菲斯
- 安迪·沃荷
- 查理·卓别林
- 弗里茨·朗
- 卢米埃尔兄弟
- 洛伊斯·韦伯 （页面存档备份，存于）

## 相關
- 有声电影
- 电视
- 电影

## 延伸閱讀
- Brownlow, Kevin. . New York: Alfred A. Knopf. 1968.
- Brownlow, Kevin. . New York: Alfred A. Knopf. 1980. ISBN 0-394-50851-3.
- Davis, Lon. . Albany: BearManor Media. 208. ISBN 1-593-93124-7.
- Everson, William K. . New York: Oxford University Press. 1978. ISBN 0-195-02348-X.
- Kobel, Peter. . New York: Little, Brown. 2007. ISBN 0-316-11791-9.
- Usai, Paulo Cherchi.  2nd. London: British Film Institute. 2000. ISBN 0-851-70745-9.
- The Late Hollywood Silent Film Melodrama Special Issue, Film International, Issue, 54, Volume 9, Number 6 (2011), Jeffrey Crouse (editor). Extensive analyses include those by: George Toles, "'Cocoon of Fire: Awakening to Love in Murnau's Sunrise"; Diane Stevenson, "Three Versions of Stella Dallas"; and Jonah Corne's "Gods and Nobodies: Extras, the October Jubilee, and Von Sternberg's The Last Command." There are also featured film and book reviews pertaining to silent film.

## 外部連結
- Internet Archive's Silent Film Archive
- Silent Film Musicians Directory （页面存档备份，存于） at Brenton Film （页面存档备份，存于） – comprehensive database of past and present musicians
- Mallozzi, Vincent M. . Newspaper Article. The New York Times.   [11 September 2013]. （原始内容存档于2020-08-18）.